# Захедшехр
Захедше́хр, или Захеда́н, или Захида́н (перс. زاهدشهر‎) — небольшой город на юге Ирана, в провинции Фарс. Входит в состав шахрестана  Феса. По данным переписи, на 2006 год население составляло 10 038 человек.

## География
Город находится в восточной части Фарса, в горной местности юго-восточного Загроса, на высоте 1 390 метров над уровнем моря.
Захедшехр расположен на расстоянии приблизительно 150 километров к юго-востоку от Шираза, административного центра провинции и на расстоянии 795 километров к юго-юго-востоку (SSE) от Тегерана, столицы страны.